# Muroran
Muroran (Japans: 室蘭市, Muroran-shi) is een Japanse stad in de prefectuur Hokkaido. De stad is de hoofdstad van de subprefectuur Iburi. In 2014 telde de stad 90.062 inwoners. 

## Geschiedenis
Op 1 augustus 1922 werd Muroran benoemd tot stad (shi). 

## Partnersteden
- Shizuoka, Japan sinds 1976
- Knoxville, Verenigde Staten sinds 1991
- Joetsu, Japan sinds 1995

Subprefecturen:
Hidaka · Hiyama · Iburi · Ishikari · Kamikawa · Kushiro · Nemuro · Okhotsk · Oshima · Rumoi · Shiribeshi · Sorachi · Soya · Tokachi

Steden:
Abashiri · Akabira · Asahikawa · Ashibetsu · Bibai · Chitose · Date · Ebetsu · Eniwa · Fukagawa · Furano · Hakodate · Hokuto · Ishikari · Iwamizawa · Kitahiroshima · Kitami · Kushiro · Mikasa · Monbetsu · Muroran · Nayoro · Nemuro · Noboribetsu · Obihiro · Otaru · Rumoi · Sapporo (hoofdstad) · Shibetsu · Sunagawa · Takikawa · Tomakomai · Utashinai · Wakkanai · Yubari